# Litografiska Aktiebolaget
Litografiska Aktiebolaget var ett tryckeriföretag verksamt i Norrköping 1858-1913.
Lithografiska Aktie-Bolaget grundades 1858 och hade redan på 1860-talet över 160 anställda. Man var under 1800-talet Sveriges största litografiska tryckeri. Förutom tryckeriet i Norrköping hade man avdelningskontor i Stockholm, Göteborg och Malmö. En stor produkt var vykort, det första svenska vykortet med topografiskt motiv från 1887 tillverkades här. Man framställde även bland annat brevkort Kungliga Generalpoststyrelsen. Litografiska Aktiebolaget var ett av de tretton företag som 1913 bildade AB Sveriges Litografiska tryckerier.